# Estadio Bicentenario de La Florida
Estadio Bicentenario Municipal de La Florida is een multifunctioneel stadion in La Florida, in het oosten van Santiago, Chili. Het is het thuisstadion van het Chileense voetbalteam Audax Italiano. Het stadion werd gebouwd in 1986 en herbouwd in 2008.
Het stadion organiseert ook een verscheidenheid aan evenementen, zoals zomertheaterfestivals en muziekconcerten, zoals het KISS- concert begin 2009. Ook Faith No More trad op 30 oktober 2009 op in het stadion als onderdeel van hun The Second Coming Tour. Het stadion is ook gebruikt voor concerten van onder meer System of a Down, Primus, Rage Against the Machine, The Mars Volta, The Black Eyed Peas, Green Day, Rammstein.
In 2007 werd La Florida geselecteerd als locatie voor de FIFA U-20 Women's World Cup 2008. Om te voldoen aan de FIFA- normen werd het oude stadion afgebroken en werd er een compleet nieuwe zaal gebouwd. De capaciteit van laatstgenoemde werd vergroot van 7.000 naar 12.000 personen. Het nieuwe stadion werd ingehuldigd op 12 november 2008.